# Greg Kerr
Pour les articles homonymes, voir Kerr.
John Gregory Kerr (né le 8 octobre 1947) est un homme politique canadien de la Nouvelle-Écosse. 

## Biographie
Il a représenté la circonscription électorale de Nova-Ouest à la Chambre des communes du Canada après l'élection fédérale du mardi 14 octobre 2008. Il a été réélu à l'élection fédérale du lundi 2 mai 2011. Il est membre du Parti conservateur du Canada et il a été secrétaire parlementaire du ministre des Anciens Combattants.
Il ne s'est pas représenté lors des élections générales de 2015.